# Castello di Jovençan
Das Castello di Jovençan, auch Castello dei Tiranni oder Torre dei Tiranni (französisch Château de Jovençan, bzw. Château des Tyrans, bzw. Tour des Tyrans) ist eine abgegangene Höhenburg in der Gemeinde Jovençan im Aostatal. Die mittelalterliche Burg auf einem Felsvorsprung über der Dora Baltea wurde förmlich bis auf die Grundmauern zerstört. Heute sind nur noch ihre Fundamente sichtbar, also die Basis des alten, zylindrischen Turms oder Bergfrieds, verstreute Häufen von Bausteinen und Spuren der robusten Umfassungsmauer, die die Ausdehnung der Anlage erahnen lassen. Die Reste der Burg werden oft mit den besser sichtbaren Resten des Torre dei Salassi verwechselt, die auf demselben Felsvorsprung etwas tiefer neben einer Burgkapelle liegen, die heute Saint-Georges-en-Châtelair heißt.

## Geschichte
Wegen der geringen Ausdehnung der Ruinen und – wie es auch bei analogen Fällen von Burgen der „einfachen“ Bauart im Aostatal vorkommt – wegen des Fehlens eingehender Untersuchungen variiert die Datierung des Baus der Burg je nach Quelle. So schreibt der Geschichtswissenschaftler Giuseppe Giacosa:

„Das einzige feste Haus von Jovençan war über die Jahrhunderte als „Castello dei Tiranni“ (dt.: Tyrannenburg) berüchtigt, aber es ist ein Bau des 11. Jahrhunderts und die Ruinen stammen aus dem 14. Jahrhundert.“

Nach anderen Quellen ließ die Familie Jovensano, denen auch ein festes Haus in Pompiod gehörte und deren Familienname vom Namen des früheren Eigentümers, Juventius vom Fundus Joventianus abgeleitet ist, das Castello di Jovençan vermutlich um das 13. Jahrhundert auf dem Territorium der Gemeinde Jovençan errichten (zu dieser Zeit unter der Gerichtsbarkeit von Aymavilles). Der Architekt Carlo Nigra wiederum mutmaßt nicht ein bestimmtes Baujahr, sondern bestätigt, dass die Burg 1430 schon existierte.
Der größte Teil der Quellen nimmt an, dass die Burg im 14. Jahrhundert zerstört wurde. Durch die Dynamik der Ereignisse gibt es zwei Versionen der Geschichte: Für Nigra wurde die Burg durch die Bevölkerung zerstört, die der Belästigungen durch die Eigentümer der Burg, die „Tyrannen“, wovon der Name der Burg kommt, müde geworden war. Der größere Teil der Quellen dagegen nimmt an, dass die Burg, wie andere Militärbauten des Aostatals, zur Strafe von den Grafen von Savoyen zerstört wurde: Ab 1191 führte das Haus Savoyen eine Kampagne zur Konzentration seiner Macht durch, indem es die verschiedenen lokalen Herren durch Akte der Unterwerfung oder Zwangsverkäufe zum Gehorsam zwang und sie so ihrer Herrschaft und Gerichtsbarkeit beraubte, wobei es oft entweder die Herren selbst oder die wachsende Familie Challant als Lehensnehmer zu neuen Konditionen einsetzte. Einige Familien, wie die Curia Majori aus Aymavilles, beugten sich dem neuen Kurs, während andere, die zu sehr an der Alleinherrschaft auf ihrem Territorium hingen oder sie nicht aufgeben wollten, sich ihm nicht beugten und deswegen ausgerottet wurden. Die Jovensanos gehörten zu den Letzteren: Ihnen wurden die Rechte an Charvensod entzogen und ihre Burg 1354 bis auf die Grundmauern geschleift, während das feste Haus von Pompiod ernsthaft beschädigt wurde.

Elle a fini peu de tems apprès, puisqu’elle se fit nouvellement maltraitter par le comte Amé dit le Vert, qui leur osta non seulement leur jurisdiction et leur biens, censes, rentes et devoirs féodaux [...] ce mesme prince [...] fit encore demolir et raser leur château. (dt.: [Die Dynastie Jovensano] kam wenig später zu einem Ende, denn sie wurde wieder von [Amadeus VI. von Savoyen], genannt „Grüner Graf“, misshandelt, der nicht nur ihre Gerichtsbarkeit, ihre Güter, ihre Untertanen, ihre Erträge und ihre Feudalrechte übernahm (...), sondern derselbe Adlige (...) ließ auch ihre Burg zerstören und bis auf die Grundmauern abrasieren.)

Die Herrschaft der Jovensanos über das Castello di Jovençan endete und Amadeus VI. von Savoyen eignete sich nach und nach die Gemeinden und Ländereien der Herrschaft Aymavilles an, zu denen auch die Burg gehörte; er verlehnte die Gerichtsbarkeit Aymavilles am 24. Februar 1357 an Aimone di Challant für 1700 Gulden. So wurde Aimone di Challant Lehensnehmer, während viele seiner vorhergehenden Herren seine Vasallen wurden. Von den sechs Pfarrgemeinden der Verlehnung (Chevrot, Gressan, La Madelaine, Jovençan, Saint-Martin und Saint-Léger) stufte Jean-Baptiste de Tillier die von Jovençan als „mittelmäßig“ ein. Die Nachfolger von Aimone di Challant, die Challant vom Zweig Aymavilles, die das Erstgeburtsrecht mit der Grafschaft der Challants geerbt hatten, wandelten 1532 die Ländereien und ihre Besitzungen in ein Baronat um.
1784 beendete ein königliches Edikt das Feudalsystem und in der Folge musste der Herr des Mandats über Aymavilles, der Baron Philippe-Maurice di Challant, sich mit der Liquidation seiner Feudalrechte im Tausch gegen eine einmalige Summe abfinden: Das Castello di Jovençan blieb bis 1789 in Händen der Familie Challant-Aymavilles, dann lösten es die Gemeinden Gressan, Jovençan und Aymavilles gegen eine Summe von 71.500 Lire, zu zahlen innerhalb von 20 Jahren, ab.
Nach Jahrhunderten des Verfalls führte die Gemeindeverwaltung Jovençan mit den Gemeinden Gressan und Aymavilles in Zusammenarbeit mit dem Assessorato Istruzione e Cultura della Regione Val d’Aosta die Projektierung eines historisch-kulturellen Weges durch, der die Sehenswürdigkeiten dieser Gemeinden bewertete, worunter auch das Gebiet der Burg war.

## Beschreibung
Heute sind nur noch einige Reste des Bergfrieds in der Mitte und Spuren der Umfassungsmauer erhalten. Im 17. Jahrhundert baute man in der Folge der Pest von 1630 in der Nähe der Burg die Kapelle Saint-Georges.

[...] Leur château et maison forte [...] etoit située sur une élévation de terrain faisant face du costé du septentrion sur la rivière de Doere où il y avoit une tor ronde, de laquelle il en reste encore un lambeau. Le reste de leur batiment estoit plus bas au pied de cette élévation, au levant de l’endroit où est à présent la chapelle de Saint-Georges et où etoit anciennement leur chapelle, et parmi des vignobles, avec une grosse tour quarrée sur une autre élévation de terrain faisant face sur le midy, qui a été laissée en son entier, quoique decouverte. Il paroit par les vestiges qui restent de ces batiments qu’ils ont été rasés et abbatus jusques à fleur de terre. Les murailles en sont d’une prodigieuse epaisseur et bien solides. Les debris de cette abbattement sont epars ça et là dans les vignes des environs, dont les uns sont couverts de trellies et les autres servent à faire les separations des pieces de divers particuliers à qui elles appartiennent à présent. (dt.: (...) ihre Burg oder festes Haus lag auf einer Geländeerhebung gegenüber dem Nordufer des Flusses Dora, wo sich ein Rundturm fand, von dem nur ein Stück übrigblieb. Der Rest ihres Baus liegt weiter unten am Fuß der Geländeerhebung, im Osten des Ortes, an dem sich die Kapelle Saint-Georges befindet und an dem früher ihre Kapelle stand, und zwischen den Weinbergen [gibt es] einen dicken, quadratischen Turm auf einer weiteren Geländeerhebung Richtung Süden, der ganz geblieben ist, wenn auch abgedeckt. Es sieht nach Spuren aus, die von diesen Gebäuden geblieben sind, die abrasiert und bis auf die Grundmauern niedergerissen wurden. Die Mauern dort sind von beachtlicher Dicke und sehr solide. Der Schutt dieses Abrisses ist da und dort in der Weinbergen der Umgebung verstreut, wo die einen von Zweigen bedeckt sind und die anderen als Trennmauern zwischen den Grundstücken verschiedener Privatleute fungieren, denen sie derzeit gehören.)

Vermutlich stammen die Fundamente und die Reste von Gebäuden auf dem Felsvorsprung von Châtellair aus verschiedenen Epochen: Der Turm ohne Dach östlich der Kapelle, der sogenannte Torre dei Salassi oder Tour de Cordèle, stammt wohl aus einer Zeit nach dem Bau der Burg.